# Emmiltis pygmaearia
Emmiltis pygmaearia är en fjärilsart som beskrevs av Jacob Hübner 1800/08. Emmiltis pygmaearia ingår i släktet Emmiltis och familjen mätare. Inga underarter finns listade i Catalogue of Life.